# Ваксхольмская крепость
Ваксхольмская крепость (швед. Vaxholms fästning) — шведская крепость, расположенная в Стокгольмском архипелаге между островами Ваксён и Риндё.

## История

### XVI—XVII века
Строительство укреплений для защиты Стокгольма с моря началось на островке Ваксхольмен в 1549 году. Для досмотра проходящих судов там был построен блокгауз, а позднее при короле Юхане III возведена круглая каменная башня. В 1604 году на острове были вновь проведены фортификационные работы, а в 1612 году было принято решение о возведении там «валов, больверка и прочего, что может быть необходимым». В том же году возле Ваксхольмена произошло небольшое столкновение между шведским и датским флотами.
В мае 1617 года при разметке новых укреплений на Ваксхольмене присутствовал король Густав II Адольф. Впоследствии началось их строительство, которое шло наиболее активно в 1623 и 1632 годах, когда ожидалось нападение поляков. Однако они так и не были завершены, а к 1636 году совершенно пришли в упадок. Теперь это был всего лишь таможенный пост. Только в 1652 году был составлен план по усилению Ваксхольмской крепости. В 1656 году было внесено предложение окружить башню неправильным пятиугольным укреплением с бастионами. 
Работы начались в том же самом году, и к 1658 году внешняя часть укреплений была готова. Тогда же были заложены равелины. Однако уже в 1660 году было принято решение о перестройке крепости в камне. Строительство каменных укреплений началось годом позже. В 1662 году Ваксхольмская крепость была передана в ведение Адмиралтейства. Перестройка крепости была завершена в 1674 году, однако в 1677 году известный шведский фортификатор Эрик Дальберг констатировал, что работы на Ваксхольмене были «не столько полезными, сколь вредными». В связи с этим в 1678 году начались новые фортификационные работы, которые были прерваны после заключения в 1679 году мира с Данией. В указанный же год Ваксхольмская крепость вновь была передана в ведение Военной коллегии.

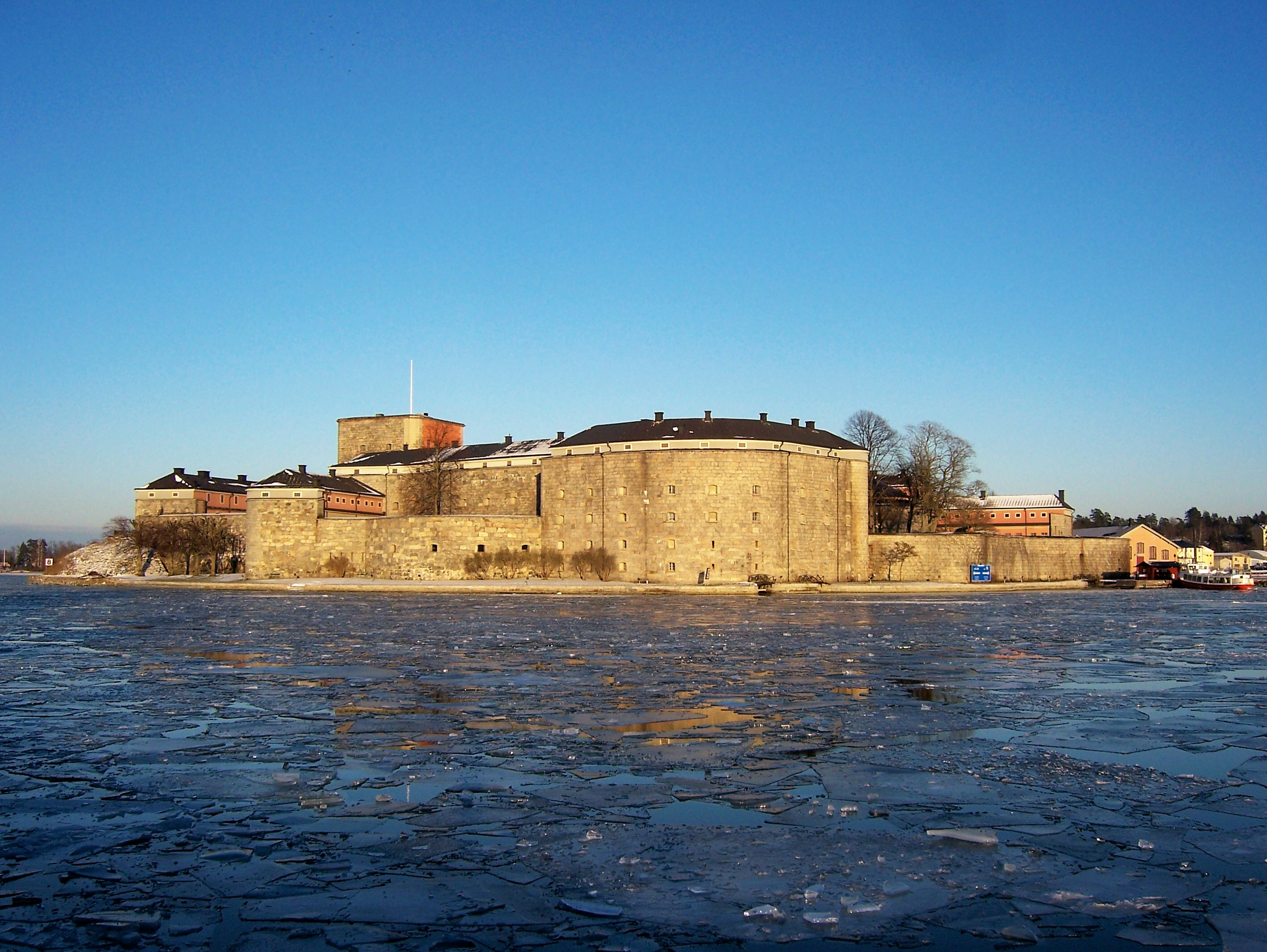
Ваксхольмская крепость

В 1695 году Дальберг указывал, что поскольку Ваксхольм является ключом к Стокгольму, его необходимо привести в надлежащее состояние. В итоге, в 1703—1710 годах были проведены фортификационные работы, осуществлённые по чертежам самого Дальберга и Карла Магнуса Стюарта.

### XVIII—XIX века
В ходе русско-шведской войны 1741—1743 годов в Ваксхольмской крепости вновь были проведены ремонтные работы. Подобные же работы проводились и в ходе войны 1808—1809 годов. В 1838—1863 годах крепость была основательно перестроена в соответствии с принципами, разработанными французским военным инженером Монталамбером. Одновременно на западной оконечности острова Риндё был возведён каменный редут. Однако к этому времени новые укрепления уже не могли противостоять быстро растущей мощи корабельной артиллерии, поэтому в 1867 году Фортификационный комитет принял решение о превращении крепости в военный магазин и недопущении возможного нападения на неё крупных броненосцев. С этой целью в 1869 году был принят план обороны, в соответствии с которым пролив Куюпсунден был перегорожен, а фарватер перемещён к Уксъюпету.

### XX век
В 1902 году с началом создания в Швеции береговой артиллерии крепость вновь была передана в подчинение морского ведомства.   
В 1935 году Ваксхольмская крепость была внесена в список памятников архитектуры. С 1964 года в ней открыт музей, посвящённый пятисотлетней истории шведской береговой обороны. С 1993 года крепость находится в ведении Государственного управления недвижимости (Statens fastighetsverk).

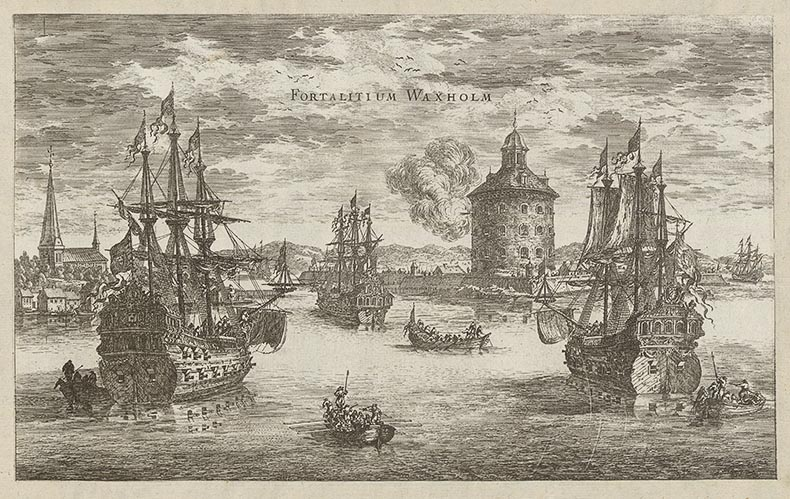
Ваксхольмская крепость. Гравюра конца XVII — начала XVIII веков
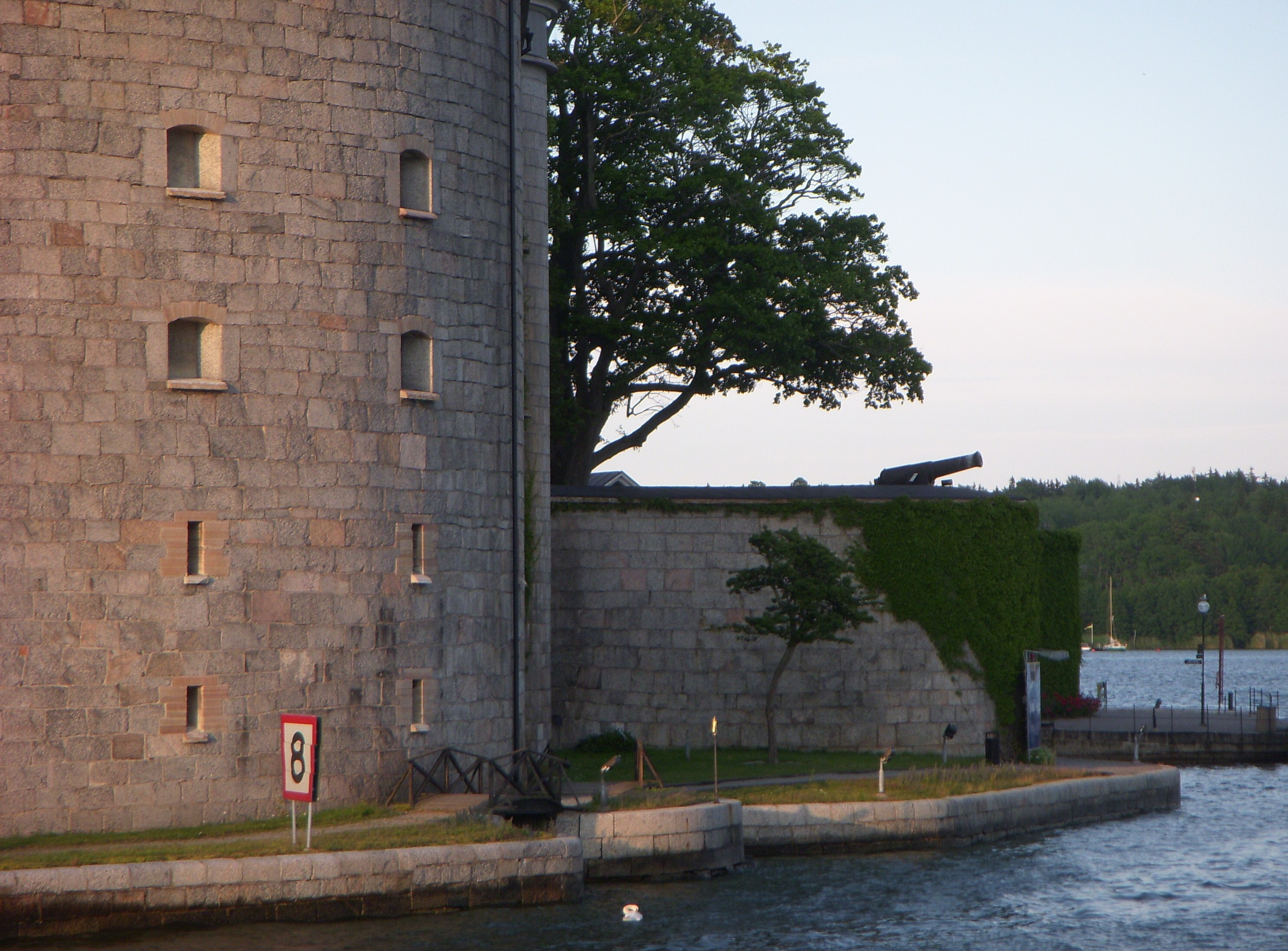
Ваксхольмская крепость
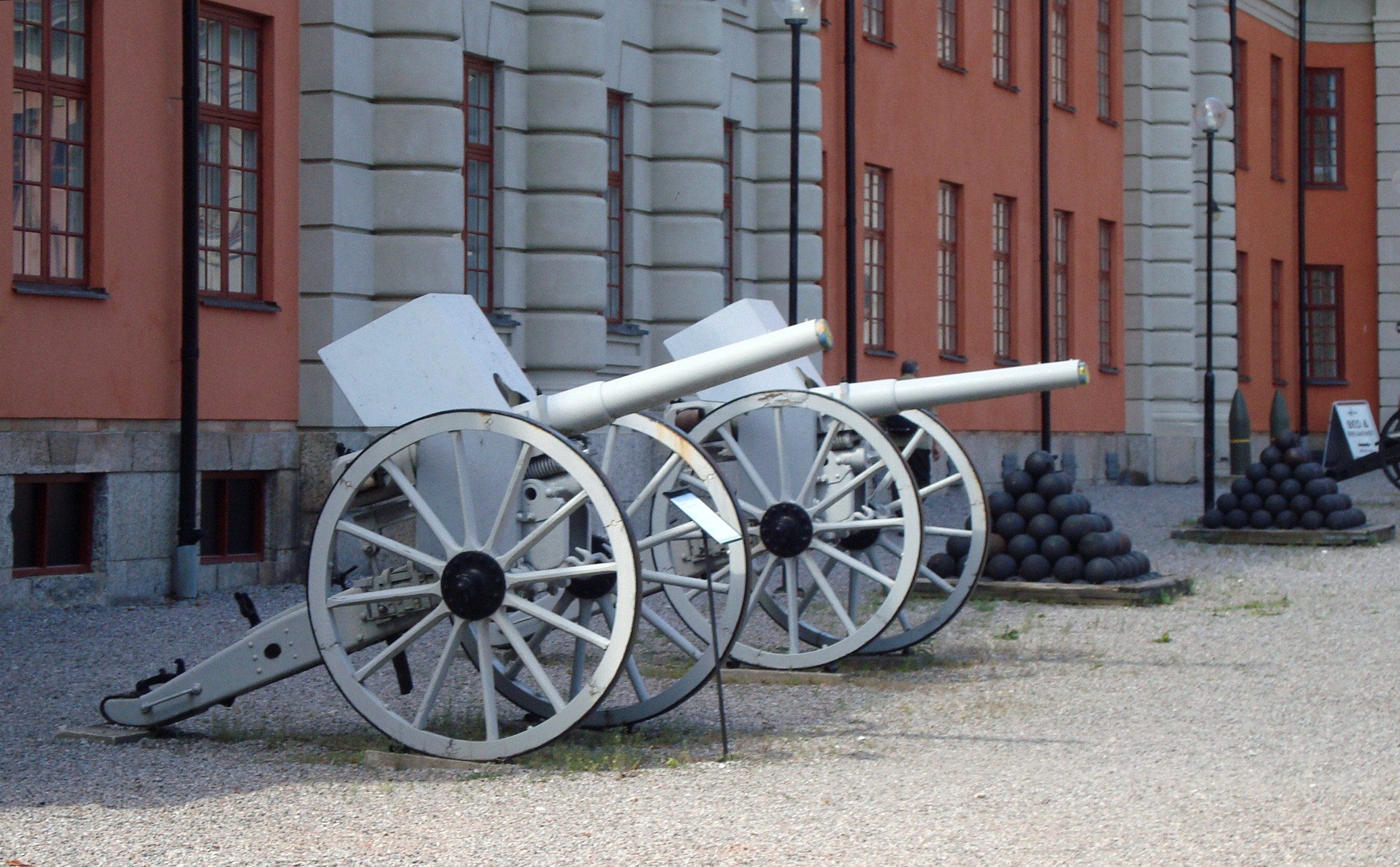
Орудия у входа в крепость